# Vospernik
Vospernik je priimek več znanih Slovencev:
- Andrej Vospernik (*1965), šahist
- Mir(oslav)a Vospernik (r. Piberl) (*1939), šahistka
- Gorazd Vospernik (1931 - 2020), baletni plesalec in pedagog
- Hedvika Vospernik (r. Kališnik) (*1940), glasbena pedagoginja
- Janez (Ivan) Vospernik (1868 - 1948), politik, trgovec, podjetnik, predsednik Zveze Slovenskih zadrug od ustan.1921-35
- Reginald Vospernik (*1937), šolnik na avstrijskem koroškem
- Zdravko Vospernik (*1934), šahist